# 経済白書
経済白書（けいざいはくしょ）とは、内閣府（旧経済企画庁）が国民経済の年間の動きを分析し、今後の政策の指針を示唆するために1947年（昭和22年）から毎年発行している文章（いわゆる白書）のことである。
正式には年次経済報告と言うが、一般的には経済白書という言葉が広く使われている。なお、省庁再編に因り内閣府が発足した2001年（平成13年）以降の版は、正式名が年次経済財政報告で通称が経済財政白書と財政に関する記述が加わっている。

## 年譜
1947年7月4日、片山内閣は、経済安定本部総務長官兼物価庁長官である和田博雄の指揮のもと、第1次経済実相報告書、副題「財政も企業も家庭も赤字」を発表した。
1948年5月23日、経済安定本部は、経済情勢報告書「本格的再建着手の年」を発表した。
1949年3月12日、経済安定本部は、経済白書「経済自立化への課題」を発表した。
1950年6月30日、経済安定本部は、経済白書「安定計画下の日本経済」を発表した。
1951年7月13日、経済安定本部は、経済白書「経済自立達成の諸問題」を発表した。
1952年7月1日、経済安定本部は、経済白書「独立日本の経済力」を発表した。
1953年7月14日、経済審議庁は、経済白書「自立経済達成の諸条件」を発表した。
1954年7月13日、経済安定本部は、経済白書「拡大発展への地固めの時」を発表した。
1955年7月15日、経済審議庁は、経済白書「前進への道」を発表した。
1956年7月17日、経済企画庁は、技術革新による発展を強調する、経済白書「日本経済の成長と近代化」を発表した。
1957年7月19日、経済企画庁は、経済白書「早すぎた拡大とその反省」を発表した。
1958年7月25日、経済企画庁は、経済白書「景気循環の復活」を発表した。
1959年7月21日、経済企画庁は、経済白書「速やかな景気回復と今後の課題」を発表した。
1960年7月18日、経済企画庁は、経済白書「日本経済の成長力と競争力」を発表した。
1962年7月17日、経済企画庁は、経済白書「景気循環の変貌」を発表した。「転換期論争」がおこった。
1963年7月16日、経済企画庁は、経済白書「先進国への道」を発表した。
1964年7月9日、経済企画庁は、経済白書「開放体制下の日本経済」を発表した。
1965年8月10日、経済企画庁は、経済白書「安定成長の課題」を発表した。
1966年7月22日、経済企画庁は、経済白書「持続的成長への道」を発表した。
1967年7月21日、経済企画庁は、経済白書「能率と福祉の向上」を発表した。

## 流行語
1956年（昭和31年）7月に発表された経済白書（副題日本経済の成長と近代化）の結語には、太平洋戦争後の日本の復興が終了したことを指して
と記述され流行語にもなった。
この白書は経済企画庁の調査課長であったエコノミストの後藤誉之助が作成の指揮を執った。言葉の初出は中野好夫が『文藝春秋』1956年2月号に発表した「もはや『戦後』ではない」である。
白書に記述されたこの言葉は、それまで経済成長を牽引してきた戦後の復興需要が落ち着きを見せ、今後の経済成長は社会の「近代化」によって支えられるものであり、その「近代化」もまた経済の安定した成長によって成し遂げられることを宣言するものであった。

## 関係者
- 都留重人 - 経済安定本部総合調整委員会副委員長（次官級待遇）として第1回経済白書『経済実相報告書』を執筆。
- 大来佐武郎 - 執筆責任者[注釈 1]（1948年 - 1951年）
- 後藤譽之助 - 執筆責任者[注釈 2]（1952年 - 1958年）
- 宍戸寿雄 - 執筆責任者（1961年）
- 金森久雄 - 執筆責任者（1964年）
- 宮崎勇 - 執筆責任者（1967年 - 1969年）
- 赤羽隆夫 - 執筆責任者（1976年 - 1977年）
- 加藤雅 - 執筆責任者（1985年 - 1987年）
- 深尾光洋 - 加藤雅のもとで執筆を担当。
- 原田泰 - 加藤雅のもとで執筆を担当。
- 大来洋一 - 執筆責任者（1990年 - 1991年）
- 小峰隆夫 - 執筆責任者（1993年 - 1994年）
- 谷内満 - 執筆責任者（2001年）